# Жадеїт

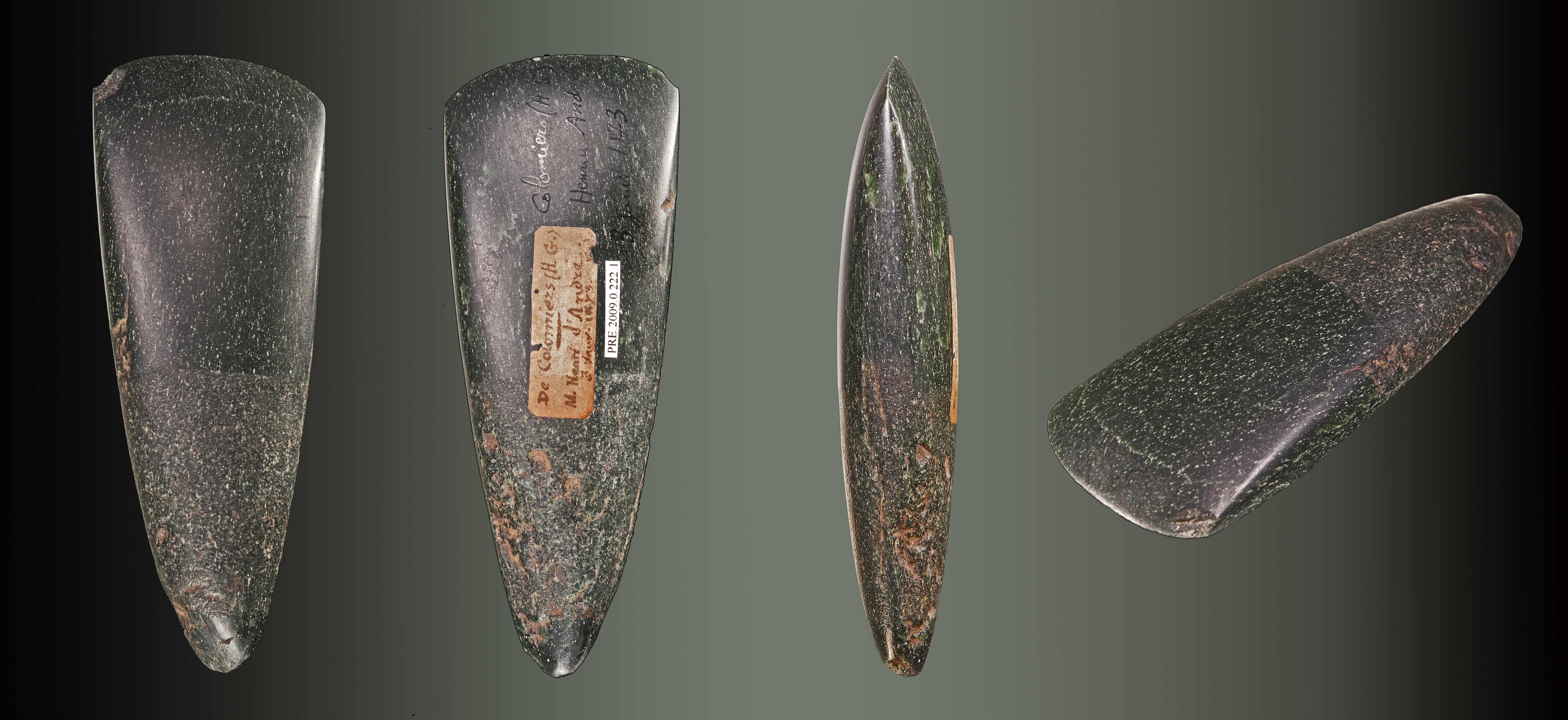
Жадеїт

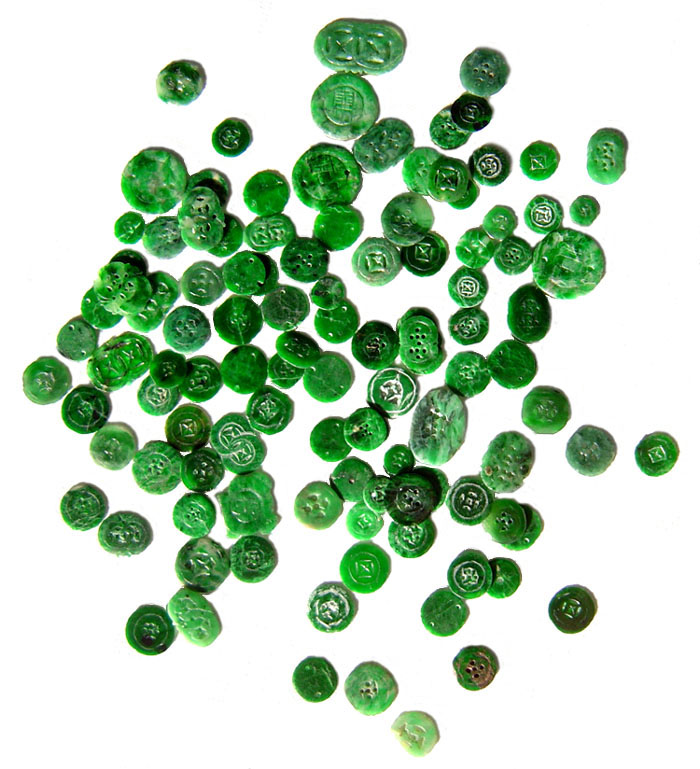
Жадеїт

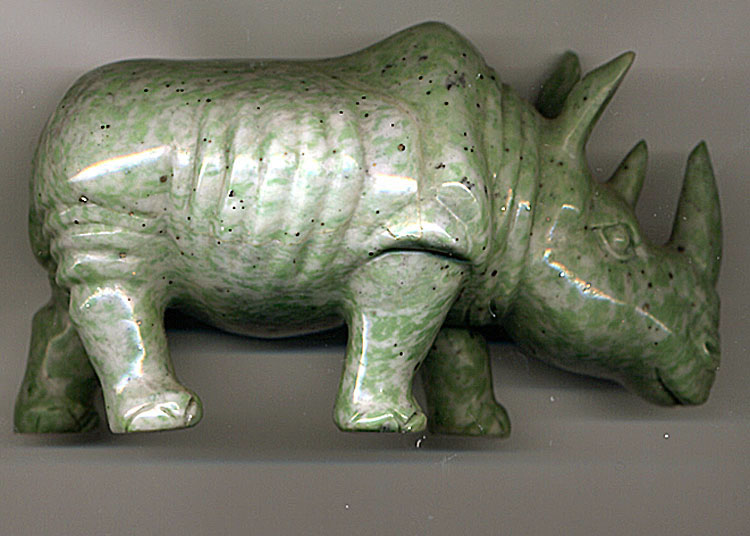
Жад

Жадеї́т — мінерал, лужний піроксен ланцюжкової будови.

## Етимологія та історія
Жадеїт, як і нефрит відомий ще з кам'яної доби і був дуже ходовим мінералом у Стародавньому Китаї. Однак свою назву він отримав лише в 16 столітті під час завоювання Мексики іспанцями. Назва — від іспанського piedra de ijada — область в районі нирок. За непідтвердженими даними мінерал має лікувальні властивості при хворобах поперекового відділу та нирок.

## Загальний опис
Хімічна формула: NaAl[Si2O6]. Містить (%): Na2О — 15,35; Al2О3 — 25,25; SiO2 −59,4.
Крайній член безперервних ізоморфних рядів жадеїт-діопсид і жадеїт-егірин.
Важливий мінерал деяких лужних метаморфічних порід.
Сингонія моноклінна.
Твердість 7, густина 3,2…3,5. Жад твердіший і міцніший від нефриту.
Колір зелений, зеленувато-блакитний, білий.
Блиск скляний. Дуже в'язкий.
Злом занозистий, нерівний.
Ювелірна сировина.
Вироби з жадеїту популярні в країнах Сходу, зокрема, Китаї.
Родовища: в М'янмі (Томо), Китаї, Ґватемалі, США (штат Каліфорнія), РФ, Казахстані, Японії (Котакі) та ін.

## Різновиди
Розрізняють:
- жадеїт-акміт (егірин-жадеїт);
- жадеїт везувійський (везувіан зеленого кольору);
- жадеїт-діопсид (діопсид, який містить 28-47 % жадеїту);
- жадеїт-егірин (егірин-жадеїт);
- жадеїт хромистий (відміна жадеїту, в якій частина алюмінію заміщена хромом).